# 埃及第二十五王朝
埃及第二十五王朝，亦稱努比亚王朝或埃塞俄比亚王朝，是自前8世紀中期至前7世紀中期統治古埃及的一個王朝，它的君主起源於庫施（Kush，亦作「庫什」、「古實」；即努比亞，大約位於今日蘇丹北部），後來征服了埃及。第二十五王朝因亞述人的入侵而衰落，最後一任法老在第二十六王朝派兵佔領底比斯後退回努比亞。

Padiamenemope的木乃伊及木棺，第二十五王朝

第二十五王朝法老列表：
| 名稱                           | 在位日期                         |
| ------------------------------ | -------------------------------- |
| 皮耶（Piye）                   | 約前752年—前721年                |
| 沙巴卡（Shabaka）              | 前721年—前707年                  |
| 沙巴塔卡（Shebitku，Shabatka） | 前707年—前690年                  |
| 塔哈爾卡（Taharqa）            | 前690年—前664年                  |
| 坦沃塔瑪尼（Tantamani）        | 前664年—前656年（於前653年去世） |